# Polycarpaea clavifolia
Polycarpaea clavifolia är en nejlikväxtart som beskrevs av Michael George Gilbert. Polycarpaea clavifolia ingår i släktet Polycarpaea och familjen nejlikväxter. Inga underarter finns listade i Catalogue of Life.